# Peter Ascanius
Peter Ascanius (24. května 1723 Aure – 4. června 1803 Kodaň) byl norský biolog a Linnéův student.

## Život
V letech 1759 až 1771 učil zoologii a mineralogii v Kodani, později pracoval jako inspektor v dolech v Kongsbergu a na dalších místech Norska. Mezi jeho díla patří pětisvazkové ilustrované dílo Icones rerum naturalium. Byl členem Královské společnosti, v roce 1755 byl zvolen zahraničním členem.
V roce 1772 objevil hlístouna červenohřívého.